# シドウェル・フレンズ・スクール

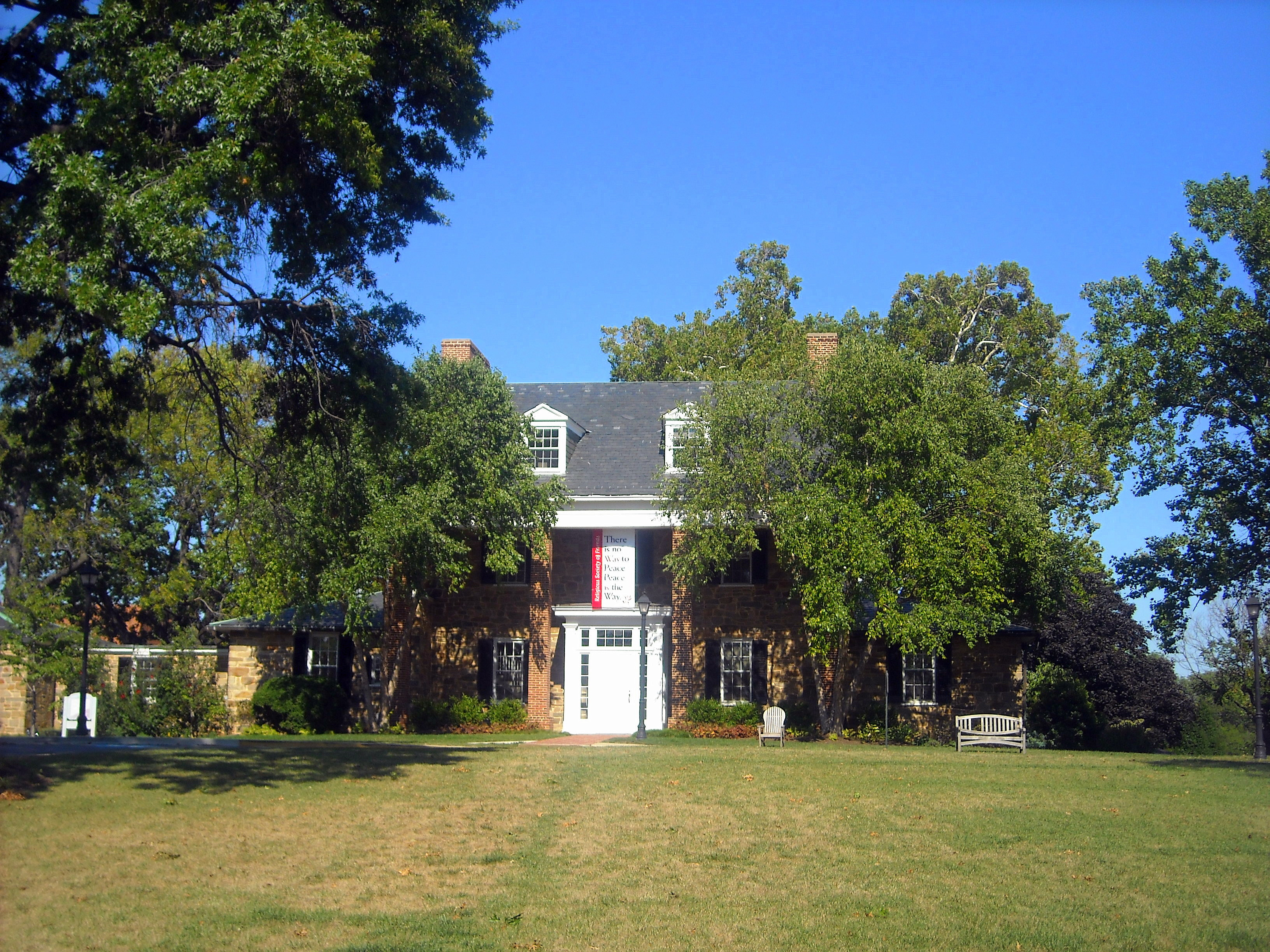
シドウェル・フレンズ・スクール

シドウェル・フレンズ・スクール（Sidwell Friends School）は、アメリカ合衆国の私立学校である。K-12（幼稚園から高等学校までにあたる）を対象とする学校で、中等部と高等部キャンパスはワシントンD.C.ウィスコンシン通に、幼稚部と初等部キャンパスはメリーランド州ベセスダにある。

## 概要
キリスト教フレンド派・クエーカー系の学校で、1883年にトーマス・シドウェル（Thomas Sidwell）によって創設された。現在でも学園長（Headmaster）はクエーカーでなくてはならない。
セオドア・ルーズベルト、リチャード・ニクソン、ビル・クリントンの3人の大統領の子弟が通ったことで知られており、バラク・オバマの2人の娘もこの学校（初等部及び中等部）に編入した。また、ロナルド・レーガン大統領夫人のナンシー・レーガンや、小説家のゴア・ヴィダルも本校に在学したことがある。日本人では、雍仁親王妃勢津子が本校の卒業生である。

## 逸話
反米の闘士として知られる中国共産党中央政治局委員（元外交部長、アメリカ大使）である楊潔篪の娘（楊家楽）も卒業生。中学まで中国で過ごした娘が入学できたのは、父の楊が親中派のブッシュ元大統領父子とのコネによるものとされる。